# 善光寺下站
善光寺下站（日语：／ zenkojishita eki */?）是位於長野縣長野市三輪七丁目，長野電鐵的長野線車站。車站編號為N4。
此站只有普通列車停靠。但是在2003年後，於善光寺御開帳之際，只於日間行走的A特急會臨時停車。

## 歷史
- 1926年（大正15年）
  - 6月28日 - 長野電氣鐵道開設此站，當時為地面車站[1]。
  - 9月30日 - 河東鐵道與長野電氣鐵道合併，長野電鐵成立。
- 1970年（昭和45年）9月1日 - 終止貨物業務。
- 1972年（昭和47年）3月 - 隨著實施國鐵時間表修正（日语：1972年3月15日国鉄ダイヤ改正），長野電鐵也於同日實施時間表修正。特急（現時B特急）不再停靠此站，改在較多人上落的本鄉站停靠。
- 1974年（昭和49年）4月1日 - 終止小型物営業を廃止。
- 1977年（昭和52年）3月26日 - 隨著進行鐵路地下化（正確來說是連續立體交差）工程，站內平交道廢止。
- 1978年（昭和53年）8月1日 - 停車場改變為停留場。
- 1981年（昭和56年）3月1日 - 長野～善光寺下之間地下化，車站地下化[1]。

## 車站構造
車站是一座地底車站，設有2面2線相對式月台。此站是有人車站。設置了自動售票機。
車站位於長野大通地底。檢票口位於地下1樓，另外也有站務室、宿舍室、電機房。月台位於地下2樓。各月台設有1處出口。檢票口旁設有廁所。經過檢票口後，左邊為前往1號月台的樓梯，右邊為前往2號月台的樓梯。車站設有4個地面出入口。
下行月台上設置列車出發資訊（沒有支援列車出發與進站）。

### 月台
| 月台 | 路線    | 上下行 | 方向               |
| ---- | ------- | ------ | ------------------ |
| 1    | ■長野線 | 下行   | 須坂、信州中野方向 |
| 2    | ■長野線 | 上行   | 權堂、長野方向     |

## 使用狀況
在2019年度，1日平均乘車人次為630人。以下為近年1日平均乘車人次變化。
| 年度   | 一日平均 乘車人次 |
| ------ | ----------------- |
| 2005年 | 568               |
| 2006年 | 529               |
| 2007年 | 516               |
| 2008年 | 509               |
| 2009年 | 526               |
| 2010年 | 528               |
| 2011年 | 549               |
| 2012年 | 573               |
| 2013年 | 585               |
| 2014年 | 626               |
| 2015年 | 702               |
| 2016年 | 670               |
| 2017年 | 682               |
| 2018年 | 655               |
| 2019年 | 630               |

## 車站周邊
車站周邊設有公寓大廈、商店和便利店。車站西邊登上斜坡，經過長野淀橋郵局後10分鐘可到達善光寺。在「御開帳」之際會有許多參拜客到訪。在善光寺東邊設有城山公園，在公園周邊設有長野縣立美術館和城山動物園。
- 清泉女學院高校（日语：長野清泉女学院高等学校）[1]
- 長野市立城山小學
- 長野市立城東小學（日语：長野市立城東小学校）
- 長野市立柳町中學（日语：長野市立柳町中学校）
- 長野信用金庫（日语：長野信用金庫）善光寺下分店
- 長電游泳學校（日语：長電スイミングスクール）長野校/F Bay A長野

## 巴士路線
在車站正上方的長野大通中，設有長電巴士善光寺下站前巴士站。
- 55 吉村、牟禮線
  - 長野站 - 權堂 - 善光寺下站前 - 本鄉站 - 宇木（日语：三輪 (長野市)#旧町名） - 本町（日语：吉田 (長野市)#旧町名） - 上野中央團地 - 福井團地 - 牟禮站 - 飯綱營業所
- 61 淺川西條線
  - 長野站 - 權堂 - 善光寺下站前 - 長野高校（日语：長野県長野高等学校） - 宇木 - 若槻團地（日语：若槻団地） - 淺川西條（日语：浅川 (長野市)#浅川西条）
- 62 東長野醫院線
  - 長野站 - 權堂 - 善光寺下站前 - 長野高校 - 宇木 - 本町 - 清泉大學·短大（日语：清泉女学院大学） - 東長野醫院（日语：東長野病院）
- 63 三才線
  - 長野站 - 權堂 - 善光寺下站前 - 長野高校 - 宇木 - 吉田（日语：吉田 (長野市)） - 三才站 - 市民醫院 - 柳原
- 64 真美田、三才線
  - 長野站 - 權堂 - 善光寺下站前 - 長野高校 - 檀田（日语：檀田） - 三才站 - 市民醫院 - 柳原

## 相鄰車站
長野電鐵
■長野線
■A特急、■B特急
通過
※在善光寺御開帳時期，日間A特急會臨時停車
■普通
權堂（N3）－善光寺下（N4）－本鄉（N5）

## 注腳
1. 1 2 3 4 5 6 7 8 9  信濃毎日新聞社出版部. . 信濃毎日新聞社. 2011-07-24: 267. ISBN 9784784071647 （日语）.
2. ↑  《長野市統計書》各年度版。

## 外部連結
- 善光寺下站｜各站資訊 （页面存档备份，存于）（日語） - 長野電鐵